# Jochen Desel
Jochen Desel (* 7. Juni 1929 in Kassel; † 2. Februar 2023 in Hofgeismar) war ein deutscher evangelischer Theologe und Kirchenhistoriker. Desel legte sein Abitur 1947 am Wilhelmsgymnasium Kassel ab und studierte 1947–1952 Evangelische Theologie an der Philipps-Universität Marburg, wo er mit einer Arbeit Das Kloster Lippoldsberg und seine auswärtigen Besitzungen promoviert wurde. Nach einem USA-Aufenthalt 1954 in Austin (Texas) und einer Stelle als Hilfspfarrer in Bad Emstal und Pfarrstellen in Lippoldsberg 1957–1969 und Hofgeismar leitete er 1969–1993 als Dekan den evangelischen Kirchenkreis Hofgeismar.

## Leben und Werk
Desels wissenschaftliches Engagement galt vornehmlich der Geschichte der Hugenotten in Hessen. Er leitete das 1980 gegründete Deutsche Hugenottenmuseum Bad Karlshafen. In den Jahren 1985–1999 war Desel zudem Präsident, seither Vizepräsident der Deutschen Hugenotten-Gesellschaft. Seit 1997 ist Jochen Desel Mitglied der Historischen Kommission für Hessen. Für seine Verdienste wurde Desel am 26. Mai 2009 der Hessische Verdienstorden am Bande verliehen.

## Veröffentlichungen
- Das Kloster Lippoldsberg und seine auswärtigen Besitzungen. Gutenberg, Melsungen 1967.
- Hugenottenkirchen in Hessen-Kassel. Deutsche Hugenotten-Gesellschaft, Karlshafen 1972.
- (Zusammen mit Walter Mogk:) Hugenotten und Waldenser in Hessen-Kassel. Bilder und Druckschriften. Verlag Evangelischer Presseverband Kurhessen-Waldeck, Kassel 1978.
- Die Altstädter Kirche in Hofgeismar. Gutenberg, Melsungen 1982, ISBN 3-87280-013-2
- Die Hugenottenkirchen in Hofgeismar. Gutenberg, Melsungen 1984, ISBN 978-3-87280-020-6
- (Zusammen mit Walter Mogk (Hrsg.):) Hugenottischer Almanach 1685–1985. Tagungsschrift zum 34. Deutschen Hugenottentag vom 12. bis 14. April 1985 in Kassel. Deutsche Hugenotten-Gesellschaft, Bad Karlshafen 1985.
- Die Neustädter Kirche in Hofgeismar. Gutenberg, Melsungen 1986, ISBN 3-87280-038-8
- Die Anfänge der Armenfürsorge in den Französisch-Reformierten Gemeinden Hofgeismar, Carlsdorf, Kelze und Schöneberg. Hofgeismar 1986.
- Die 300-Jahrfeiern in Carlsdorf und Mariendorf 1986 und 1987. Ein Rückblick. In: Jahrbuch des Landkreises Kassel, Jg. 16 (1988), S. 77–84.
- (Zusammen mit Walter Mogk (Hrsg.):) 100 Jahre Deutscher Hugenotten-Verein. 1890–1990. Geschichte-Personen-Dokumente-Bilder. Tagungsschrift zum 36. Deutschen Hugenottentag vom 20. bis 22. April 1990 in Friedrichsdorf/Taunus. Deutsche Hugenotten-Gesellschaft, Bad Karlshafen 1990. ISBN 3-9802515-0-0
- In christlicher Liebe aufgenommen. Auf den Spuren der Hugenotten und Waldenser im nördlichen Hessen. Verein für hessische Geschichte und Landeskunde, Hofgeismar 1995.
- Hugenotten in der Literatur – Eine Bibliographie. Deutsche Hugenotten-Gesellschaft, Bad Karlshafen 1996.
- (Zusammen mit Barbara Dölemeyer) Deutsche Hugenotten- und Waldenser-Medaillen. Beiträge zu einer Histoire Métallique du Refuge Allemand. Deutsche Hugenotten-Gesellschaft, Bad Karlshafen 1998.
- Französische Dörfer – deutsche Zuwanderer 1669–1779. 300 Jahre Kelze und Schöneberg, Bd. 2 (Die Geschichte unserer Heimat, Band 33, Hrsg. vom Geschichtsverein Hofgeismar), Hofgeismar 1999.
- (Zusammen mit Ursula Fuhrich-Grubert) Daniel Chodowiecki (1726–1801). Ein hugenottischer Künstler und Menschenfreund in Berlin. Deutsche Hugenotten-Gesellschaft, Bad Karlshafen 2001, ISBN 978-3-930481-14-9.
- (Zusammen mit Andreas Heiser:) Pfarrergeschichte des Kirchenkreises Hofgeismar von den Anfängen bis 1980 (= Veröffentlichungen der Historischen Kommission für Hessen, Band 33, Teil 5). 2004, ISBN 978-3-86354-118-7.
- Hugenotten. Französische Glaubensflüchtlinge in aller Welt. 2. Auflage, Deutsche Hugenotten-Gesellschaft, Bad Karlshafen 2005, ISBN 3-930481-18-9.
- „Land-Fremde waren wir, nicht Herzens-Fremde“. Fontane und die Hugenotten. In: Hugo Aust, Barbara Dölemeyer, Hubertus Fischer (Hrsg.): Fontane, Kleist und Hölderlin. Literarisch-historische Begegnungen zwischen Hessen-Homburg und Preußen-Brandenburg. Königshausen & Neumann, Würzburg 2005, S. 45–58. (Digitalisat)
- Hugenotten und Waldenser und ihre Familien im Landkreis Kassel von der Einwanderung 1685 bis ca. 1800. (Geschichtsblätter der Deutschen Hugenotten-Gesellschaft, Band 45). Bad Karlshafen 2009.
- (Hrsg.:) Deutsches Hugenotten-Museum Bad Karlshafen. Museumsführer. Deutsche Hugenotten-Gesellschaft, Bad Karlshafen 2010, ISBN 978-3-930481-32-3.
- (Hrsg.:) Die Geschichte der Kirchen in der Hugenottenstadt Karlshafen (Reihe Beiträge zur Geschichte der Stadt Karlshafen und des Weser-Diemel-Gebiets, Band 18). Verlag des Antiquariats Bernhard Schäfer, Bad Karlshafen 2012, ISBN 978-3-934800-16-8.
- (Hrsg.:) 100 Jahre Hugenottenturm in Bad Karlshafen. Der Stifter Johann Josef Davin und sein Werk (= Beiträge zur Geschichte der Stadt Karlshafen und des Weser-Diemel-Gebiets, Bd. 18). Deutsche Hugenotten-Gesellschaft, Bad Karlshafen 2013, ISBN 978-3-934800-17-5.
- Zugang zum Abendmahl, Méreaux im deutschen Refuge und in anderen deutschsprachigen Gemeinden. Deutsche Hugenotten-Gesellschaft, Bad Karlshafen 2013, ISBN 978-3-930481-36-1.